# バレーボールパラグアイ男子代表
バレーボールパラグアイ男子代表は、バレーボールの国際大会で編成されるパラグアイの男子バレーボールナショナルチームである。

## 歴史
1955年に国際バレーボール連盟へ加盟。第2回大会の1956年南米選手権に初出場し3位、1958年の第3回大会ではチーム最高位となる準優勝を飾った。初の南米開催となった1960年世界選手権ではウルグアイ、ペルーとともに南米代表国として初出場を果たした。1980年代までは南米の中堅国として活躍していたが、それ以降は成績が低迷している。

## 過去の成績

### オリンピックの成績
- 2008年 - 南米予選敗退

### 世界選手権の成績
- 1960年 - 12位
- 2006年 - 南米予選敗退
- 2010年 - 南米予選敗退

### 南米選手権の成績
| - 1956年 - 3位 - 1958年 - 準優勝 - 1962年 - 4位 - 1964年 - 4位 - 1967年 - 5位 - 1971年 - 7位 - 1975年 - 5位 - 1977年 - 5位 | - 1979年 - 3位 - 1981年 - 6位 - 1987年 - 4位 - 1989年 - 5位 - 1991年 - 8位 - 1993年 - 6位 - 1995年 - 9位 - 1997年 - 7位 | - 1999年 - 7位 - 2001年 - 5位 - 2003年 - 5位 - 2005年 - 6位 - 2007年 - 5位 |